# Конти, Моник
Моник Паулин Конти (англ. Monique Pauline Conti; род. 9 декабря 1999 года в Фицрое, штат Виктория, Австралия) — австралийская профессиональная баскетболистка, которая выступает за клуб женской национальной баскетбольной лиги «Джелонг Юнайтед». Играет на позиции разыгрывающего защитника. Чемпионка женской НБЛ (2020).
В составе национальной сборной Австралии стала победительницей чемпионата Океании среди девушек до 18 лет 2016 года в Фиджи, а также чемпионата мира 2016 года среди девушек до 17 лет в Испании, кроме того принимала участие на чемпионате мира 2017 года среди девушек до 19 лет в Италии.

## Ранние годы
Моник Конти родилась 9 декабря 1999 года в городе Фицрой (Виктория), училась в колледже Мэрибирнонга, в которой выступала за местную баскетбольную и футбольную команды.

## Профессиональная карьера
В июле 2016 года Моник Конти подписала договор перед сезоном 2016/2017 годов с командой женской национальной баскетбольной лиги «Мельбурн Бумерс». «Бумерс» по итогам регулярного чемпионата заняли седьмое место и не смогли пробиться в финалы ЖНБЛ. В этом сезоне Моник провела 19 матчей, набирая по 1,5 очков, 0,7 подбора и 0,6 передачи в среднем за игру, а также реализуя 35,5 % бросков с игры, 14,3 % дальних бросков и 100,0 % штрафных, за что по его итогам она была признана новичком года. В «Бумерс» она оставалась до сезона 2019/2020 годов. Перед финальными играми она добивалась освобождения от своего контракта из-за конфликта между её баскетбольными и футбольными обязательствами. Освобождение позволило ей играть с первого раунда футбольного сезона АФЛ, но заставило её отказаться от последнего года своего контракта с «Бумерс».
В следующем сезоне Конти присоединилась к клубу «Саутсайд Флайерз», который был сокращён из-за пандемии COVID-19, что позволило ей полностью выполнить обязательства как перед ЖНБЛ, так и перед АФЛ. В этом сезоне Моник помогла своей новой команде выиграть турнир, переиграв в решающем матче команду «Таунсвилл Файр» со счётом 99:82. Она не вернулась в лигу в сезоне 2021/2022 годов, решив сосредоточиться исключительно на своей футбольной карьере.
6 августа 2024 года Конти подписала соглашение с командой ЖНБЛ «Джелонг Юнайтед» на сезон 2024/2025 годов. По его итогам «Юнайтед» заняли лишь седьмое место, Моник же провела 10 матчей, 4 из них в стартовом составе, набирая по 5,2 очков, 2,3 подбора и 1,6 передачи в среднем за игру, также реализуя 25,3 % бросков с игры, 16,7 % бросков из-за дуги и 50,0 % штрафных.